# Sady (przystanek kolejowy na Ukrainie)
Sady (ukr. Сади) – przystanek kolejowy w miejscowości Korosteń, w rejonie korosteńskim, w obwodzie żytomierskim, na Ukrainie. Położony jest na linii Owrucz – Korosteń.